# Grammia dodgei
Grammia dodgei là một loài bướm đêm thuộc phân họ Arctiinae, họ Erebidae.